# Fusto di birra

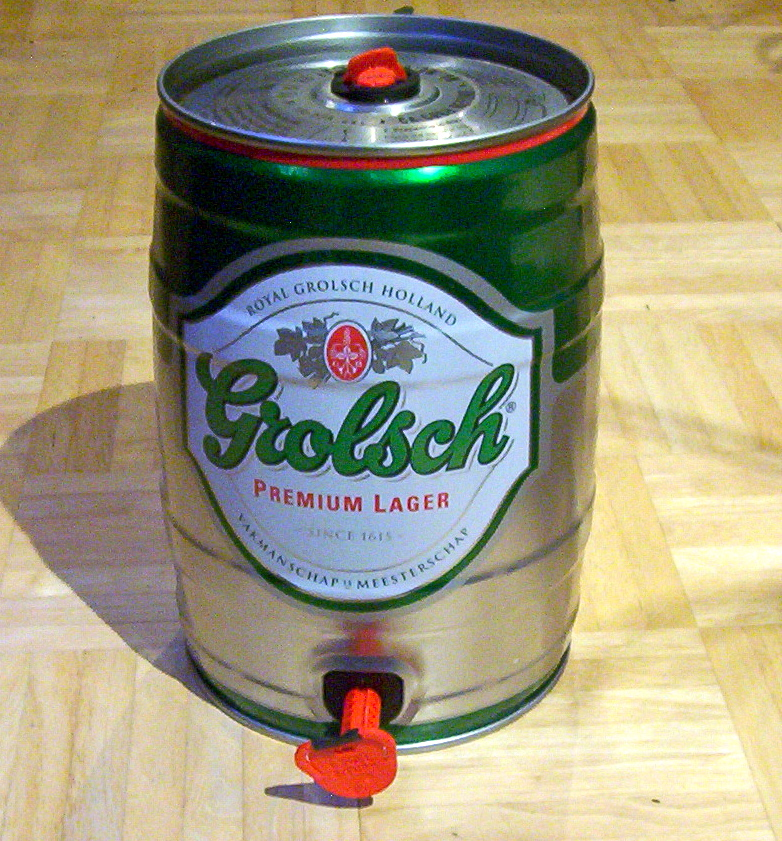
Un mini fusto di birra

Un fusto di birra è un contenitore cilindrico usato per conservare, trasportare e spillare la birra. Fatto in genere di alluminio, acciaio o legno, può trovare impiego anche per la conservazione di altre bevande da mantenere sotto pressione.

## Descrizione
Il fusto di birra possiede un tubo al centro con una valvola che obbliga l'aria a uscire mentre viene riempito, e il gas a entrare mentre si spilla. I fusti sono pressurizzati artificialmente dopo la fermentazione con anidride carbonica, o una miscela di anidride carbonica e azoto. I fusti di birra hanno un fondo concavo, in modo che i sedimenti rimangano nel fusto senza essere aspirati dal tubo durante la spillatura.
La botte di birra si differenzia dal fusto in quanto oltre ad avere il fondo piatto, ha un'apertura a rubinetto vicino al margine superiore e un buco con uno zipolo sul lato per tenere fresche le birre non filtrate e non pastorizzate. Le botti sono semplici contenitori di liquidi, che funzionano grazie alla gravità.

## Dimensioni

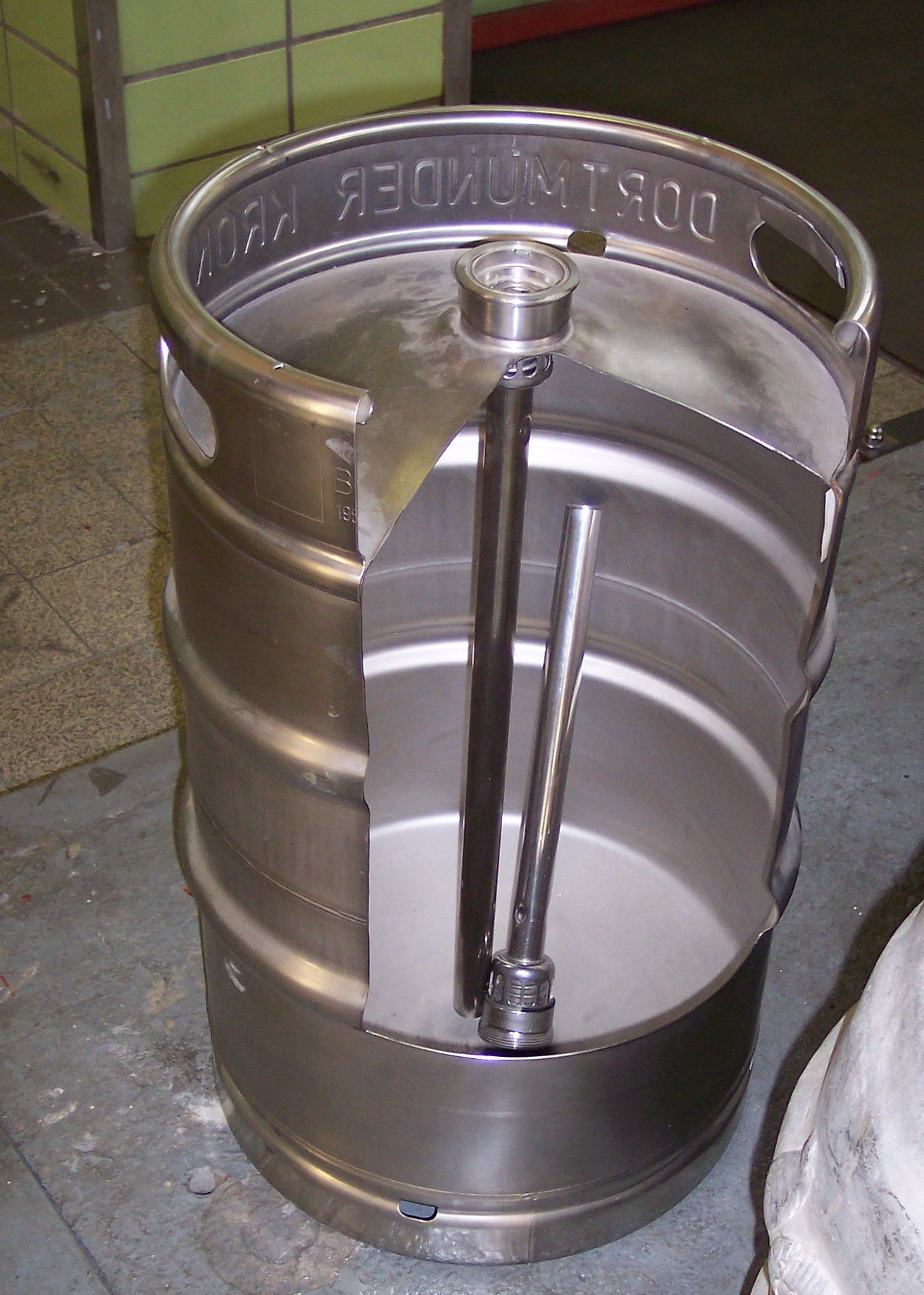
Sezione di un fusto da 50 litri DIN-keg

Da quando le sue dimensioni sono state standardizzate, il fusto può essere usato come unità di misura per i volumi liquidi. Tuttavia questa misura varia di paese in paese, con alcune differenze a seconda che si usi il sistema metrico decimale piuttosto che i galloni americani.
Negli Stati Uniti, il “fusto” è un contenitore di 15.5 galloni americani, chiamato in gergo mezzo-barile. Per questo motivo il “mezzo fusto” o “pony keg” è chiamato quarto di barile e ha un volume di 7.75 galloni americani.
I termini mezzo-barile e quarto di barile derivano dal fatto che il barile di birra negli Stati Uniti misura per legge 31 galloni americani.
Un fusto da 15.5 galloni americani corrisponde a:
- 58.67 litri
- 12.9 galloni imperiali
- 103.25 pinte imperiali
- 124 pinte americane
- 1984 once liquide americane

Nei paesi europei, dove viene usato il sistema metrico decimale, ci sono dei fusti standard da 30 o 50 litri.
| contenitore      | DIN-Keg           | Euro-Keg          |
| ---------------- | ----------------- | ----------------- |
| 50 l (13.21 gal) | 600 mm x 381 mm ø | 532 mm x 408 mm ø |
| 30 l (7.93 gal)  | 400 mm x 381 mm ø | 365 mm x 408 mm ø |
| 25 l (6.61 gal)  | -                 | 327 mm x 395 mm ø |
| 20 l (5.28 gal)  | 310 mm x 363 mm ø | 216 mm x 395 mm ø |

Il mini fusto è un contenitore da 5 litri, prodotto per la vendita al dettaglio. Alcuni tipi hanno un beccuccio dal quale la birra è versata per gravità, mentre altri possono usare un rubinetto pressurizzato a basso costo. Normalmente non è previsto che i mini fusti siano restituiti al produttore per essere lavati e riempiti di nuovo.